# Crvivci
Crvivci (macedónul: Црвивци, albánul Cervicë) település Észak-Macedóniában, a Délnyugati körzet Kicsevói járásában, 2013-ig az Oszlomeji járás része volt, ami teljes egészében beolvadt a Kicsevói járásba.

## Népesség
| Lakosok száma | 690  | 754  | 839  | 1115 | 1289 |      | 1343 | 1725 | 705  |
|               | 1948 | 1953 | 1961 | 1971 | 1981 | 1991 | 1994 | 2002 | 2021 |

2002-ben 1725 lakosa volt, akik közül 1702 albán, 3 macedón, 1 bosnyák és 19 egyéb.